# Кони, Фёдор Алексеевич
Фёдор Алексе́евич Ко́ни (9 [21] марта 1809, Москва — 25 января [6 февраля] 1879, Санкт-Петербург) — русский драматург и переводчик, весомая фигура театрального Петербурга николаевской эпохи, театральный критик и историк, педагог, автор мемуаров; отец юриста Анатолия Кони.

## Биография
Фёдор Кони родился в купеческой семье в Москве 9 (21) марта 1809 года. Учился в Московском университете (1827—1831), первоначально на медицинском факультете, одновременно слушая лекции по истории и литературе, затем перешёл на словесное отделение. В 1833 году, после скандала в связи с сатирическими стихами Кони («Гимн в честь попечителя Московского университета Голохвастова»; на французском языке), был вынужден уйти из университета, но сдал экзамены и получил аттестат.
Свободно говорил на пяти языках. Преподавал историю в Первом московском кадетском корпусе. В 1836 году Кони переехал в Петербург, где продолжил преподавательскую деятельность во Втором кадетском корпусе и Дворянском полку, опубликовал учебник «Живописный мир, или Взгляд на природу, науку, искусства и человека» (в двух томах, 1839—1840).
В 1844 году Фёдор Кони написал монографию «История Фридриха Великого», за которую Йенский университет присудил ему учёную степень доктора философии. В начале 1840-х Кони редактировал театральный журнал «Пантеон русского и всех европейских театров», а затем «Литературную газету». Мастер водевильного жанра («Девушка-гусар», 1836, «Петербургские квартиры», 1840, и др.), в 1840 году он основал театральный журнал «Пантеон», который в 1842 году слился с «Репертуаром» и стал «Репертуаром русского и Пантеоном всех европейских театров». Публиковался в журнале «Русская сцена», после преобразования журнала в одноимённую газету публиковался также и в ней. Для общественной позиции Кони как редактора были характерны либеральные устремления; в частности, он опубликовал (1842) рецензию на сборник стихотворений А. И. Полежаева «Часы выздоровления», пронизанную сочувствием к трагической судьбе поэта.
Известность получил как автор нескольких популярных для того времени водевилей: «Принц с хохлом, бельмом и горбом», «Муж в камине, а жена в гостях», «Девушка-гусар». Перевёл четырёхтомную «Историю Французской революции» А. Тьера.
Был похоронен в Александро-Невской лавре на Никольском кладбище; могила не сохранилась.